# 肥城市丘明中学
肥城市丘明中学，原名肥城市矿区中学，是山东省肥城市一所公立普通高中。

## 校史
该校于1960年建立，最初名为肥城矿务局职工子弟学校。
1968年改称肥城矿务局中学。
1986年改称肥城矿务局第一中学
1997年同肥城矿务局第二中学合并，再次改称肥城矿务局中学。
1998年改称肥城矿业集团公司中学。
2008年更名为肥城市矿区中学。
2010年改为现名。

## 学校象征

### 校徽
丘明中学校徽以蓝色地球为背景，寓意国际化，校徽中央有“丘”字形的飞鸟，寓意展翅高飞。